# تاریخ تئوری‌های حقوقی اسلامی
تاریخ تئوری‌های حقوقی اسلامی: مقدمه‌ای بر اصول فقه سنی کتابی است دربارهٔ اصول فقه و حقوق در اسلام نوشتهٔ وائل بن حلاق.
این کتاب را محمد راسخ استاد حقوق و پژوهشگر ایرانی در سال ۱۳۸۶ به فارسی برگردانده‌است و جایزهٔ کتاب فصل در سال ۱۳۸۷ به آن تعلق گرفته‌است.
این کتاب دربارهٔ تاریخ تئوری‌های حقوقی اسلامی (اصول فقه) از آغاز اسلام تا دوران مدرن است. وائل بن حلاق «اصول فقه» را «تئوری‌های حقوقی اسلامی» ترجمه کرده‌است. این کتاب بیشتر به بررسی تحولات هم‌زمان و تاریخی حقوق اسلامی در میان اهل سنت می‌پردازد.
محمد راسخ معتقد است: «وائل بن حلاق سه ادعا و نظر خوب در این کتاب مطرح می‌کند:
1. شکل‌گیری حقوق: چرا چیزی به‌عنوان فقه در اسلام شکل گرفته‌است.
2. تطور فقه: تعامل میان فقه اسلامی با نظریه‌های موجود در زمان معاصر و تعامل میان فقه اسلامی و واقعیات جامعه
3. مسائل معاصر مسلمانان: بحران مفهوم حقوق در بین مسلمانان، مسایل پس از ۱۱ سپتامبر ۲۰۰۱، ریشه تظلم‌خواهی مسلمین، چرایی توسل مسلمانان به شریعت در دنیای معاصر و نه عرفان یا فلسفه.»[نیازمند منبع]

در اهمیت ترجمه این کتاب می‌توان اشاره کرد که: از آنجا که تقابل ارزش‌های سنتی و مدرن در ایران شکل گرفته و نمونه‌ای از اوج آن در انقلاب مشروطه دیده می‌شود، رسیدن به سنتزی بین سنت و مدرنیته اهمیت زیادی یافته‌است. سنت در ایران بیشتر همراه با برداشتی فقه‌مدار از دین اسلام است و امروزه نیز دین نقش مهمی در تعیین هنجارهای سنتی دارد. برای رسیدن به سنتزی بین سنت و مدرنیته، نیاز به شناخت هر دو طرف از یکدیگر حس می‌شود تا در بحث‌های خود دچار خلط نشوند. کتاب تاریخ تئوری‌های حقوقی اسلامی پاسخگوی این نیاز بوده و شناختی جامع از فقه اسلامی و حقوق در اسلام را به شکلی آکادمیک و مطابق با روحیه دانشگاهی به دست می‌دهد.
همچنین در اهمیت مطالعه تاریخ فقه در اهل سنت با وجود اینکه در ایران فقه شیعه جاری است، محمد راسخ مترجم کتاب چهار دلیل در مقدمه آورده‌است و مطالعه تاریخ فقه در اهل سنت را مفید می‌داند.

## منبع
1. ↑  «تاریخ تئوری‌های حقوقی اسلامی». ویستا. دریافت‌شده در ۲ اردیبهشت ۱۳۹۰.
2. ↑  نقش تئوری حقوق اسلامی در تعیین قوانین گمرک ایران
3. ↑  «محمد راسخ». نشر نی. بایگانی‌شده از اصلی در ۶ اوت ۲۰۱۲. دریافت‌شده در ۲ اردیبهشت ۱۳۹۰.
4. ↑  «تاریخ تئوری‌های حقوقی اسلامی». نشرنی. بایگانی‌شده از اصلی در ۵ مه ۲۰۱۲. دریافت‌شده در ۲ اردیبهشت ۱۳۹۰.
5. 1 2  محمد مهدی خصالی (۹ آذر ۱۳۹۰). «معرفی تالیفات و ترجمه‌های دکتر محمد راسخ به مناسبت انتشار کتاب مفهوم قانون». تارنمای حقوقی بامدادنو. بایگانی‌شده از اصلی در ۵ نوامبر ۲۰۱۸. دریافت‌شده در ۲ اردیبهشت ۱۳۹۰.